# 퐁카족
퐁카(Ponca, 폰카)족은 수어 언어군의 중서부 미국 원주민 부족이다. 인구는 총 6,700명이다.
퐁카족은 크게 네브래스카 퐁카족과 오클라호마 인디언 퐁카족으로 분류된다. 오랜 전통과 역사적 기록에 따르면, 이들은 오하이오강 계곡 지역과 미시시피강 동쪽의 부족에서 기원했으며 사냥감을 위해 이주하다가 이로쿼이 연맹 전쟁이 발발하였다.

## 저명한 퐁카족
- 토미 모리슨: 전 헤비급 권투선수

## 참고 문헌
- Clark, C. Blue. Indian Tribes of Oklahoma: A Guide. Norman: University of Oklahoma Press, 2009. ISBN 978-0-8061-4060-5.
- Dorsey, James Owen. Omaha and Ponka Letters. Washington: Government Printing Office, 1891.
- Rollins, Willard H. The Osage: An Ethnohistorical Study of Hegemony on the Prairie-Plains. Columbia: University of Missouri Press, 1995.